# Изгоняющий дьявола: Инсомния
Изгоняющий дьявола: Инсомния- австралийский фильм ужасов 2019 года. 
Премьера этого фильма в России состоялась только в 2020 году.

## Сюжет
У девушки по имени Карла умирают родители, но у неё остаëтся младший брат Блэйк. Девушка учится на доктора, дабы вылечить своего брата от инсомнии, из-за которой Блэйк не может спокойно спать, пока не умрет. Отчаянная Карла просит помощи у их давнего друга, а также бывшего коллеги отца. После его помощи брат идëт на поправку, но с ним происходит странные вещи.

## Актеры
Эрик Томсон
Erik Thomson
Robert
Бенсон Джек Энтони
Benson Jack Anthony
Blake
Амелия Дугласс
Amelia Douglass
Alice
Фелиция Тассоне
Felicia Tassone
Angela
Роб МакФерсон
Rob MacPherson
Doctor Mulcahy
Адам Овадия
Adam Ovadia
Christopher
Мэттью Крук
Matthew Crook
Patrick
Мелани Мунт
Melanie Munt
Sarah
Александр Ллойд
Alexander Lloyd
Bazelli
Беринн Швердт
Berynn Schwerdt
Earl
Марк Сатурно
Mark Saturno
Sangermano
Джо Ромео
Joe Romeo
Martin
Джессика Бёрджесс
Jessica Burgess
Student
Jules Dawson
Cody
Ханна Ирвин
Hannah Irwin
Student
Камерон Риксон
Cameron Rixon
Young Robert
Уилльям Уокер
William Walker
Young Blake

## Оценки
Фильм имеет довольно низкие оценки от зрителей. На IMDb особый негатив был словлен по мнению зрителей за: Средние спецэффекты, деревянную игру актеров, клише, тупость персонажей